# Eumalacostraca
Los eumalacostráceos (Eumalacostraca, del griego eu, "verdadero"; malakos, "blando" y ostrakon, "concha") son una subclase de malacostráceos del subfilo Crustacea. Agrupa unas 42.000 especies, casi todos los malacostráceos conocidos, lo que representa casi las dos terceras partes de los crustáceos conocidos. Contiene, entre otros, el orden Decapoda, que incluye a las especies de marisco más consumidas por el hombre, y por tanto, con más interés biológico.

## Características
Los eumalacostráceos, como la mayoría de los crustáceos, realizan la excreción a través de auténticos nefridios situados junto la boca (glándulas maxilares) o en la base de las antenas (glándulas antenales). Tienen típicamente 19 segmentos, 5 en la cabeza (cefalonitos), 8 en el tórax (toracómeros) y 6 en el pleon (pleonitos). En la mayoría de eumalacostráceos, los primeros segmentos del tórax se fusionan con la cabeza, de modo que el tórax parece que tenga menos segmentos; por ejemplo, en los decápodos, los tres primeros segmentos torácicos están fusionados con la cabeza y el tórax parece que tenga solo cinco toracómeros; se habla entonces de pereion; el pereion es, pues, el conjunto de segmentos torácicos no fusionados con la cabeza, y sus apéndices se denominan pereiópodos. Los apéndices de los segmentos fusionados no desaparecen, sino que se transforman en maxilípedos que colaboran en el procesado de los alimentos; siguiendo con el ejemplo de los decápodos, con tres toracómeros fusionados y cinco libres (pereion), poseen tres maxilípedos y cinco pereiópodos. Los pereiópodos se usan para caminar (grupo Reptantia) o copular, el último segmento del pleon, el telson, ayudado por el resto de pleópodos, para nadar (grupo Natantia).

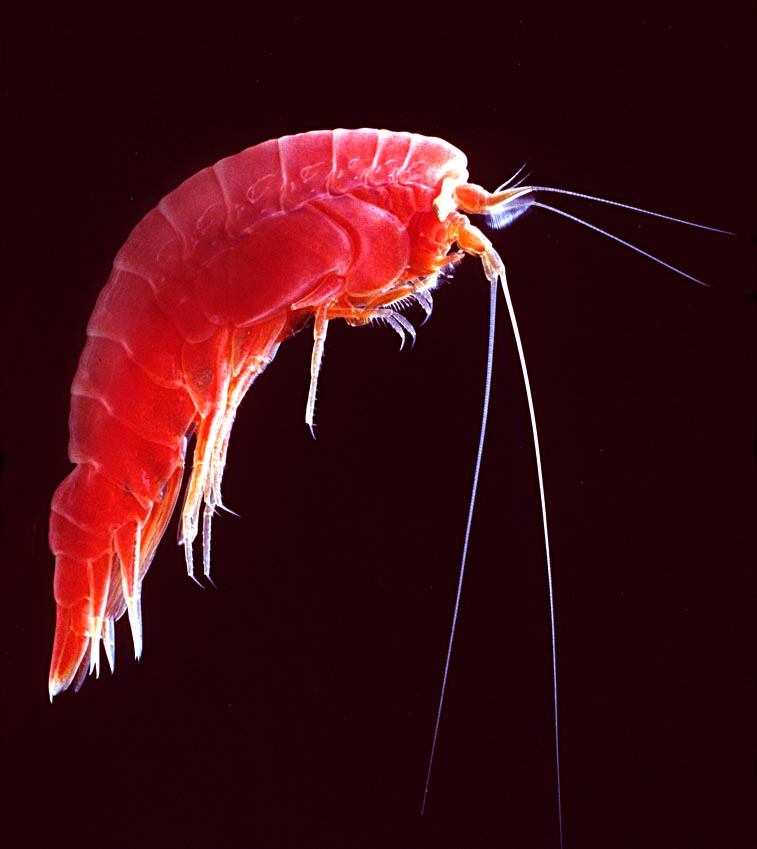
Amphipodredkils sp., un anfípodo.

## Clasificación
El taxón fue descrito por Karl Grobben. Más tarde, Martin y Davis establecieron la siguiente clasificación de órdenes de eumalacostracos.
Subclase Eumalacostraca Grobben, 1892
- Superorden Syncarida Packard, 1885
  - †Orden Palaeocaridacea
  - Orden Bathynellacea Chappuis, 1915
  - Orden Anaspidacea Calman, 1904 (incluyendo Stygocaridacea)
- Superorden Peracarida Calman, 1904
  - Orden Spelaeogriphacea Gordon, 1957
  - Orden Thermosbaenacea Monod, 1927
  - Orden Lophogastrida Sars, 1870
  - Orden Mysida Haworth, 1825
  - Orden Mictacea Bowman, Garner, Hessler, Iliffe & Sanders, 1985
  - Orden Amphipoda Latreille, 1816
  - Orden Isopoda Latreille, 1817 (Cochinillas, ...)
  - Orden Tanaidacea Dana, 1849
  - Orden Cumacea Krøyer, 1846
  - Orden Bochusacea Gutu & Iliffe, 1998
  - Orden Pygocephalomorpha †, Beurlen, 1930
- Superorden Eucarida Calman, 1904
  - Orden Euphausiacea Dana, 1852 (krill)
  - Orden Amphionidacea Williamson, 1973
  - Orden Decapoda Latreille, 1802 (Cangrejos, langostas)